# Order Krzyża Wojskowego

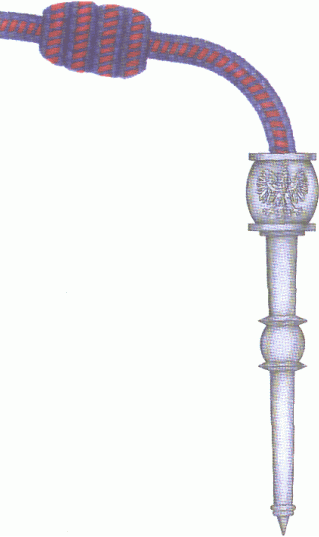
Sznur orderowy Orderu Krzyża Wojskowego

Order Krzyża Wojskowego (OKW) – polski order wojskowy przyznawany żołnierzom Sił Zbrojnych i osobom cywilnym za wybitne zasługi w działaniach przeciw terroryzmowi lub podczas operacji pokojowych. Stanowi najwyższe z odznaczeń wojskowych nadawanych w Polsce za czyny bojowe w czasie pokoju.

## Utworzenie
Order ustanowiono ustawą z dnia 18 października 2006 roku o zmianie ustawy z dnia 16 października 1992 roku o orderach i odznaczeniach. Zmiana została wprowadzona w życie 10 listopada 2006 roku. Równocześnie Prezydent Rzeczypospolitej Polskiej zmienił rozporządzeniem z dnia 21 października 2006 roku rozporządzenie z dnia 10 listopada 1992 roku w sprawie opisu, materiału, wymiarów, wzorów rysunkowych oraz sposobu i okoliczności noszenia odznak orderów i odznaczeń.
Zgodnie z treścią wyżej wymienionej ustawy „Order Krzyża Wojskowego jest nagrodą za wybitne czyny bojowe połączone z wyjątkową ofiarnością i odwagą w czasie działań bojowych przeciwko aktom terroryzmu w kraju lub podczas użycia Sił Zbrojnych Rzeczypospolitej Polskiej poza granicami kraju w czasie pokoju”. W systemie polskich odznaczeń zajmuje miejsce za Orderem Odrodzenia Polski i przed Orderem Krzyża Niepodległości. Order Krzyża Wojskowego posiada 3 klasy: klasę I – Krzyż Wielki, klasę II – Krzyż Komandorski oraz klasę III – Krzyż Kawalerski, a jego nazwa nawiązuje do dawnej nazwy Orderu Virtuti Militari.

## Nadawanie
Order Krzyża Wojskowego nadaje i wręcza Prezydent Rzeczypospolitej Polskiej, z inicjatywy własnej lub na wniosek Prezesa Rady Ministrów albo Kapituły Orderu. Prezydent ma również prawo do pozbawienia Orderu osoby nim odznaczonej.
Zgodnie z zasadami nadawania Order Krzyża Wojskowego może otrzymać:
- Krzyż Wielki:
  - dowódca jednostki wojskowej za nadzwyczajne czyny bojowe albo wybitną inicjatywę, połączoną z umiejętnym i skutecznym dowodzeniem operacją lub akcją bojową;
- Krzyż Komandorski:
  - dowódca jednostki wojskowej za umiejętne i skuteczne dowodzenie podczas operacji lub akcji bojowej,
  - oficer za czyn zapewniający sukces operacji lub akcji bojowej,
  - oficer sztabu za współpracę z dowódcą, jeżeli współpraca ta w sposób wybitny przyczyniła się do sukcesu operacji lub akcji bojowej,
  - podoficer albo szeregowy posiadający już Krzyż Kawalerski za czyn wybitnego męstwa połączony z narażeniem życia;
- Krzyż Kawalerski:
  - dowódca lub inny żołnierz za śmiały czyn bojowy albo osobiste męstwo w akcji bojowej,
  - osoba cywilna za okazanie niezwykłego męstwa i odwagi,
  - jednostka wojskowa wybitnie zasłużona w bojach.

## Kapituła Orderu Krzyża Wojskowego
Kapituła Orderu stoi na straży jego honoru i składa się z Kanclerza Kapituły oraz 5 członków, w tym zastępcy Kanclerza oraz sekretarza Kapituły. Kanclerza i członków Kapituły powołuje Prezydent spośród Kawalerów Orderu na okres 5 lat.

### I Kapituła
Pierwszą Kapitułę powołał Prezydent RP 31 marca 2009, a nominacje wręczył 15 maja 2009.
Skład I Kapituły
- gen. broni Bronisław Kwiatkowski – Kanclerz Orderu, Kawaler Orderu Krzyża Wojskowego II klasy od 11 listopada 2006;
- sierż. szt. Zbigniew Siekierski – zastępca Kanclerza Orderu, Kawaler Orderu Krzyża Wojskowego III klasy od 8 maja 2007;
- mjr Adam Wiak – sekretarz Kapituły, Kawaler Orderu Krzyża Wojskowego III klasy od 8 maja 2007;
- mjr Adam Zbigniew K. – członek Kapituły, Kawaler Orderu Krzyża Wojskowego III klasy od 11 listopada 2006;
- por. Tomasz Paweł Nowicki – członek Kapituły, Kawaler Orderu Krzyża Wojskowego III klasy od 8 maja 2007;
- sierż. Łukasz Paweł S. – członek Kapituły, Kawaler Orderu Krzyża Wojskowego III klasy od 11 listopada 2006.

Po śmierci gen. broni Bronisława Kwiatkowskiego w katastrofie smoleńskiej na stanowisku Kanclerza Orderu zaistniał wakat. W dniu 9 sierpnia 2011 Prezydent RP powołał na funkcję Kanclerza gen. bryg. Andrzeja Reudowicza, Kawalera Orderu Krzyża Wojskowego II klasy od dnia 5 maja 2011. Uroczystość wręczenia aktu powołania odbyła się 14 września 2011 w siedzibie BBN-u.

### II Kapituła
1 kwietnia 2014 te same osoby zostały powołane w skład Kapituły na kolejną kadencję (8 lipca 2014 wręczono akty powołania wszystkim członkom, oprócz Kanclerza, który powołany był 9 sierpnia 2011). 2 maja 2017 dotychczasowy Kanclerz Orderu został powołany na kolejną kadencję.
Skład II Kapituły
- gen. dyw. Andrzej Marek Reudowicz – Kanclerz Orderu,
- mł. chor. Zbigniew Siekierski – Zastępca Kanclerza Orderu,
- ppłk Adam Wiak – Sekretarz Kapituły,
- mjr Adam Zbigniew K. – członek Kapituły,
- kpt. Tomasz Paweł Nowicki – członek Kapituły,
- st. sierż. Łukasz Paweł S. – członek Kapituły.

2 maja 2017 prezydent Andrzej Duda wręczył gen. dyw. Andrzejowi Reudowiczowi ponowne mianowanie na Kanclerza Orderu Krzyża Wojskowego.

## Wygląd
Oznaką Orderu Krzyża Wojskowego jest równoramienny krzyż kawalerski, którego ramiona pokryte są granatową emalią, a w środku znajduje się srebrzony orzeł państwowy w koronie. Rewers krzyża składa się ze Szczerbca skierowanego ostrzem w dół (na ramionach pionowych), dwuwierszowego napisu „MILITO PRO PATRIA” („WALCZĘ DLA OJCZYZNY”, na ramionach poziomych) oraz daty „MMVI” i numeru Orderu danej klasy (na ramieniu dolnym). Krzyż wieńczy u góry korona Chrobrego, zawieszona na granatowej wstędze z dwoma symetrycznie położonymi przy bokach karmazynowymi pasami.
Cechami odróżniającymi odznaki poszczególnych klas są:
- sposób noszenia: na szyi w klasie I i II, na lewej piersi w klasie III
- wymiar krzyża bez korony: 45 mm w klasie I i II, 38 mm w klasie III
- szerokość wstęgi: 45 mm w klasie I i II, 40 mm w klasie III
- szerokość pasów na wstędze: 10 mm w klasie I i II, 9 mm w klasie III
- odległość pasów od krawędzi wstęgi: 4 mm w klasie I i II, 3 mm w klasie III
- wykończenie obramowania awersu i ramion rewersu: pozłacane w klasie I, posrebrzane w klasie II i III.

Dodatkowo oznaką klasy I jest gwiazda orderowa złożona z 8 pęków srebrnych promieni o średnicy 87 mm wraz z nałożonym Krzyżem Wielkim. Gwiazdę orderową nosi się na lewej piersi poniżej innych odznak orderów i odznaczeń. Natomiast żołnierze jednostek wojskowych wyróżnionych Krzyżem Kawalerskim mogą nosić sznur naramienny o łącznej długości 1510 mm z granatowego jedwabiu, przerabiany karmazynem i zakończony ołówkiem ze srebrzonego metalu.
Granatowo-karmazynową rozetkę posiadają klasy I i II, przy czym rozetka w klasie I jest ułożona na złotym galoniku. W klasie III zamiast rozetki występuje wstążeczka (o szerokości 4 mm) wzorowana na wstędze orderowej. Kolory baretki są identyczne ze wstęgą Orderu III klasy. Dla odróżnienia na baretkę klasy I lub II nałożona jest odpowiednia rozetka. Podobnie do Krzyża Wojennego Virtuti Militari oznaki wszystkich posiadanych klas Orderu Krzyża Wojskowego można nosić jednocześnie.
Autorem insygniów Orderu Krzyża Wojskowego jest artysta plastyk Andrzej Heidrich.
Barwy wstążki Orderu Krzyża Wojskowego (w układzie poziomym) posiada wojskowa odznaka „Za Rany i Kontuzje”. 
| Odznaki Orderu Krzyża Wojskowego | Odznaki Orderu Krzyża Wojskowego      | Odznaki Orderu Krzyża Wojskowego           | Odznaki Orderu Krzyża Wojskowego          |
| Klasa                            | Krzyż Wielki                          | Krzyż Komandorski                          | Krzyż Kawalerski                          |
| -------------------------------- | ------------------------------------- | ------------------------------------------ | ----------------------------------------- |
| Krzyż (awers i rewers)           |                                       |                                            |                                           |
| Baretka                          | Krzyż Wielki Orderu Krzyża Wojskowego | Krzyż Komandorski Orderu Krzyża Wojskowego | Krzyż Kawalerski Orderu Krzyża Wojskowego |
| Gwiazda                          |                                       | brak                                       | brak                                      |
| Rozetka lub wstążka              |                                       |                                            |                                           |

## Nadania
Prezydentura Karola Nawrockiego (od 6 sierpnia 2025):
|      | I klasa | II klasa | III klasa | Razem |
| ---- | ------- | -------- | --------- | ----- |
| 2025 | 0       | 0        | 0         | 0     |

Prezydentura Andrzeja Dudy (od 6 sierpnia 2015 – do 6 sierpnia 2025):
|       | I klasa | II klasa | III klasa | Razem |
| ----- | ------- | -------- | --------- | ----- |
| 2025  | 0       | 0        | 3         | 3     |
| 2024  | 0       | 4        | 4         | 8     |
| 2023  | 0       | 0        | 0         | 0     |
| 2022  | 0       | 1        | 0         | 1     |
| 2021  | 0       | 2        | 1         | 3     |
| 2020  | 0       | 1        | 0         | 1     |
| 2019  | 0       | 0        | 0         | 0     |
| 2018  | 0       | 0        | 0         | 0     |
| 2017  | 0       | 0        | 0         | 0     |
| 2016  | 0       | 0        | 0         | 0     |
| 2015  | 0       | 0        | 0         | 0     |
| Razem | 0       | 0        | 0         | 16    |

Prezydentura Bronisława Komorowskiego (od 6 sierpnia 2010 – 6 do sierpnia 2015):
|       | I klasa | II klasa | III klasa | Razem |
| ----- | ------- | -------- | --------- | ----- |
| 2015  | 0       | 5        | 8         | 13    |
| 2014  | 0       | 3        | 5         | 8     |
| 2013  | 0       | 16       | 19        | 35    |
| 2012  | 0       | 1        | 9         | 10    |
| 2011  | 0       | 10       | 24        | 34    |
| 2010  | 0       | 1        | 5         | 6     |
| Razem | 0       | 31       | 62        | 93    |

Marszałek Bronisław Komorowski w czasie, gdy pełnił obowiązki Prezydenta (kwiecień-lipiec 2010):
|       | I klasa | II klasa | III klasa | Razem |
| ----- | ------- | -------- | --------- | ----- |
| 2010  | 0       | 0        | 3         | 3     |
| Razem | 0       | 0        | 3         | 3     |

Prezydentura Lecha Kaczyńskiego (2006 – 10 kwietnia 2010):
|       | I klasa | II klasa | III klasa | Razem |
| ----- | ------- | -------- | --------- | ----- |
| 2010  | 0       | 0        | 0         | 0     |
| 2009  | 0       | 8        | 17        | 25    |
| 2008  | 0       | 3        | 9         | 12    |
| 2007  | 0       | 7        | 11        | 18    |
| 2006  | 0       | 1        | 8         | 9     |
| Razem | 0       | 19       | 45        | 64    |

## Kawalerowie
- Kawalerowie Orderu Krzyża Wojskowego I klasy – Krzyża Wielkiego

nadawanie Orderu w tej klasie nie zostało rozpoczęte
- Kawalerowie Orderu Krzyża Wojskowego II klasy – Krzyża Komandorskiego

| Lp.                                              | Imię i nazwisko        | Stopień    | Data       | Uwagi                          |
| ------------------------------------------------ | ---------------------- | ---------- | ---------- | ------------------------------ |
| 1.                                               | Bronisław Kwiatkowski  | gen. dyw.  | 2006–11–11 |                                |
| 2.                                               | Łukasz Kurowski        | por.       | 2007–08–15 | pośmiertnie                    |
| 3.                                               | Bartosz Orzechowski    | ppor.      | 2007–10–05 | funkcjonariusz BOR pośmiertnie |
| 4.                                               | Grzegorz Gers          | mjr        | 2007–11–09 |                                |
| 5.                                               | Mirosław Opara         | kpt.       | 2007–11–09 |                                |
| 6.                                               | Radosław Pankiewicz    | mjr        | 2007–11–09 |                                |
| 7.                                               | Marek Tomaszycki       | gen. bryg. | 2007–11–09 |                                |
| 8.                                               | Paweł Wachowicz        | kpt.       | 2007–11–09 |                                |
| 9.                                               | Ireneusz Bartniak      | gen. bryg. | 2008–04–30 |                                |
| 10.                                              | Tadeusz Buk            | gen. dyw.  | 2008–04–30 |                                |
| 11.                                              | Jerzy Biziewski        | gen. bryg. | 2008–08–04 |                                |
| 12.                                              | Mariusz Pawluk         | ppłk       | 2009–04–27 |                                |
| 13.                                              | Mirosław Polakow       | ppłk       | 2009–08–10 |                                |
| 14.                                              | Piotr Raczyński        | kpt.       | 2009–08–10 |                                |
| 15.                                              | Daniel Ambroziński     | kpt.       | 2009–08–11 | pośmiertnie                    |
| 16.                                              | Rajmund Andrzejczak    | płk        | 2009–11–06 |                                |
| 17.                                              | Artur Sarzyński        | mjr        | 2009–11–06 |                                |
| 18.                                              | Waldemar Skrzypczak    | gen. broni | 2009–11–06 | w rezerwie                     |
| 19.                                              | Dariusz Zwolak         | mł. chor.  | 2009–11–06 |                                |
| 20.                                              | Andrzej Przekwas       | gen. bryg. | 2010–11–16 |                                |
| 21.                                              | Andrzej Reudowicz      | gen. bryg. | 2011–05–05 |                                |
| 22.                                              | Bogusław Pacek         | gen. dyw.  | 2011–08–02 |                                |
| 23.                                              | Sławomir Wojciechowski | gen. bryg. | 2011–11–08 |                                |
| 24.                                              | Rafał Lis              | mjr        | 2012–08–11 |                                |
| 25.                                              | Krzysztof Woźniak      | mjr        | 2013–01–25 | pośmiertnie                    |
| 26.                                              | Bogdan Tworkowski      | gen. bryg. | 2013–05–15 |                                |
| 27.                                              | Marcin Fitas           | płk        | 2013–08–01 |                                |
| 28.                                              | Maciej Siudak          | płk        | 2013–08–01 |                                |
| 29.                                              | Jarosław Górowski      | ppłk       | 2013–08–01 |                                |
| 30.                                              | Andrzej Tuz            | gen. bryg. | 2013–08–07 |                                |
| 31.                                              | Cezary Podlasiński     | gen. bryg. | 2014–06–03 |                                |
| 32.                                              | Mariusz Czernia        | ppor.      | 2014–07–28 |                                |
| 33.                                              | Marek Sokołowski       | gen. bryg. | 2014–07–28 |                                |
| oraz czterech żołnierzy Jednostki Wojskowej GROM |                        |            |            |                                |

- Kawalerowie Orderu Krzyża Wojskowego III klasy – Krzyża Kawalerskiego

| Lp.                                                                                       | Imię i nazwisko          | Stopień        | Data       | Uwagi                  |
| ----------------------------------------------------------------------------------------- | ------------------------ | -------------- | ---------- | ---------------------- |
| 1.                                                                                        | Mariusz Korner           | mł. chor. szt. | 2006–11–11 |                        |
| 2.                                                                                        | Tomasz Murkowski         | sierż.         | 2006–11–11 | pośmiertnie            |
| 3.                                                                                        | Mariusz Sawicki          | st. kpr.       | 2006–11–11 |                        |
| 4.                                                                                        | Łukasz Sikora            | sierż.         | 2006–11–11 |                        |
| 5.                                                                                        | Zbigniew Ulaszewski      | st. plut.      | 2006–11–11 |                        |
| 6.                                                                                        | Piotr Nita               | st. szer.      | 2007–02–09 | pośmiertnie            |
| 7.                                                                                        | Tomasz Jura              | kpr.           | 2007–04–23 | pośmiertnie            |
| 8.                                                                                        | Marcin Trelka            | mł. chor.      | 2007–04–25 |                        |
| 9.                                                                                        | Tomasz Nowicki           | por.           | 2007–05–08 |                        |
| 10.                                                                                       | Zbigniew Siekierski      | st. sierż.     | 2007–05–08 |                        |
| 11.                                                                                       | Adam Wiak                | kpt.           | 2007–05–08 |                        |
| 12.                                                                                       | Jerzy Gut                | ppłk           | 2007–08–15 |                        |
| 13.                                                                                       | Marcin Markiewicz        | por.           | 2007–08–15 |                        |
| 14.                                                                                       | Andrzej Filipek          | sierż.         | 2007–11–05 | pośmiertnie            |
| 15.                                                                                       | Jarosław Miller          | por.           | 2007–11–09 |                        |
| 16.                                                                                       | Roland Rusiecki          | kpt.           | 2007–11–09 |                        |
| 17.                                                                                       | Jacek Domański           | st. szer.      | 2008–02–28 |                        |
| 18.                                                                                       | Hubert Kowalewski        | kpr.           | 2008–02–28 | pośmiertnie            |
| 19.                                                                                       | Szymon Słowik            | st. kpr.       | 2008–02–28 | pośmiertnie            |
| 20.                                                                                       | Grzegorz Politowski      | kpr.           | 2008–04–09 | pośmiertnie            |
| 21.                                                                                       | Robert Marczewski        | por.           | 2008–06–25 | pośmiertnie            |
| 22.                                                                                       | Paweł Brodzikowski       | kpr.           | 2008–08–22 | pośmiertnie            |
| 23.                                                                                       | Waldemar Sujdak          | plut.          | 2008–08–22 | pośmiertnie            |
| 24.                                                                                       | Paweł Szwed              | kpr.           | 2008–08–22 | pośmiertnie            |
| 25.                                                                                       | Emil Uran                | st. szer.      | 2008–08–22 |                        |
| 26.                                                                                       | Paweł Legencki           | sierż.         | 2009–04–27 | pośmiertnie            |
| 27.                                                                                       | Piotr Mikułowski         | sierż.         | 2009–04–27 | pośmiertnie            |
| 28.                                                                                       | Grzegorz Kaliciak        | kpt.           | 2009–04–28 |                        |
| 29.                                                                                       | Krzysztof Kaśkos         | por.           | 2009–07–13 | w rezerwie pośmiertnie |
| 30.                                                                                       | Artur Żukowski           | st. chor.      | 2009–07–13 | w rezerwie pośmiertnie |
| 31.                                                                                       | Leszek Giergielewicz     | ppor.          | 2009–08–10 |                        |
| 32.                                                                                       | Łukasz Goździk           | st. sierż.     | 2009–08–10 |                        |
| 33.                                                                                       | Marcin Poręba            | sierż.         | 2009–09–07 | pośmiertnie            |
| 34.                                                                                       | Artur Pyc                | kpr.           | 2009–09–10 | pośmiertnie            |
| 35.                                                                                       | Piotr Marciniak          | kpr.           | 2009–09–11 | pośmiertnie            |
| 36.                                                                                       | Szymon Graczyk           | kpr.           | 2009–10–12 | pośmiertnie            |
| 37.                                                                                       | Radosław Szyszkiewicz    | kpr.           | 2009–10–12 | pośmiertnie            |
| 38.                                                                                       | Wojciech Czech           | st. chor.      | 2009–11–06 |                        |
| 39.                                                                                       | Andrzej Kasperuk         | st. chor.      | 2009–11–06 |                        |
| 40.                                                                                       | Paweł Mateńczuk          | st. chor. szt. | 2009–11–06 |                        |
| 41.                                                                                       | Marcin Wyszyński         | st. sierż.     | 2009–11–06 |                        |
| 42.                                                                                       | Michał Kołek             | kpr.           | 2009–12–21 | pośmiertnie            |
| 43.                                                                                       | Miłosz Górka             | plut.          | 2010–06–15 | pośmiertnie            |
| 44.                                                                                       | Grzegorz Bukowski        | kpr.           | 2010–06–18 | pośmiertnie            |
| 45.                                                                                       | Paweł Stypuła            | plut.          | 2010–06–29 | pośmiertnie            |
| 46.                                                                                       | Dariusz Tylenda          | st. kpr.       | 2010–08–09 | pośmiertnie            |
| 47.                                                                                       | Tomasz Kloc              | mł. chor. szt. | 2010–08–11 | w stanie spoczynku     |
| 48.                                                                                       | Jacek Wiśniewski         | st. szer.      | 2010–08–11 |                        |
| 49.                                                                                       | Kazimierz Kasprzak       | chor.          | 2010–09–29 | pośmiertnie            |
| 50.                                                                                       | Adam Szada-Borzyszkowski | sierż.         | 2010–10–19 | pośmiertnie            |
| 51.                                                                                       | Marcin Pastusiak         | sierż.         | 2011–01–25 | pośmiertnie            |
| 52.                                                                                       | Jarosław Maćkowiak       | mł. chor.      | 2011–06–06 | pośmiertnie            |
| 53.                                                                                       | Krzysztof Kwaśnik        | chor.          | 2011–06–15 |                        |
| 54.                                                                                       | Paweł Poświat            | sierż.         | 2011–08–01 | pośmiertnie            |
| 55.                                                                                       | Szymon Sitarczuk         | sierż.         | 2011–08–24 | pośmiertnie            |
| 56.                                                                                       | Rafał Nowakowski         | sierż.         | 2011–10–10 | pośmiertnie            |
| 57.                                                                                       | Mariusz Robert Deptuła   | sierż.         | 2011–10–26 | pośmiertnie            |
| 58.                                                                                       | Marcin Piotr Krawczyński | mjr            | 2011–12–23 |                        |
| 59.                                                                                       | Krystian Banach          | sierż.         | 2011–12–23 | pośmiertnie            |
| 60.                                                                                       | Piotr Ciesielski         | mł. chor.      | 2011–12–23 | pośmiertnie            |
| 61.                                                                                       | Łukasz Krawiec           | sierż.         | 2011–12–23 | pośmiertnie            |
| 62.                                                                                       | Marcin Szczurowski       | sierż.         | 2011–12–23 | pośmiertnie            |
| 63.                                                                                       | Marek Tomala             | sierż.         | 2011–12–23 | pośmiertnie            |
| 64.                                                                                       | Paweł Baron              | ppor.          | 2012–08–11 |                        |
| 65.                                                                                       | Sebastian Bartkowski     | st. sierż.     | 2012–08–11 |                        |
| 66.                                                                                       | Marek Górski             | chor.          | 2012–08–11 |                        |
| 67.                                                                                       | Marek Kaszowski          | st. chor.      | 2012–08–11 |                        |
| 68.                                                                                       | Jarosław Latała          | st. szer.      | 2012–08–11 |                        |
| 69.                                                                                       | Marcin Pikula            | st. szer.      | 2012–08–11 |                        |
| 70.                                                                                       | Andrzej Sinkiewicz       | mł. chor.      | 2012–08–11 |                        |
| 71.                                                                                       | Mariusz Zając            | sierż.         | 2012–08–11 |                        |
| 72.                                                                                       | Paweł Ordyński           | sierż.         | 2013–03–22 | pośmiertnie            |
| 73.                                                                                       | Jan Kiepura              | st. chor.      | 2013–06–11 | pośmiertnie            |
| 74.                                                                                       | Łukasz Sroczyński        | st. chor.      | 2013–08–07 | pośmiertnie            |
| 75.                                                                                       | Mirosław Łucki           | st. chor. szt. | 2013–08–27 | pośmiertnie            |
| 76.                                                                                       | Sylwester Janik          | st. chor.      | 2013–09–04 | pośmiertnie            |
| 77.                                                                                       | Tomasz Ciach             | kpr.           | 2014–07–28 |                        |
| 78.                                                                                       | Karol Cierpica           | ppor.          | 2014–07–28 |                        |
| 79.                                                                                       | Mirosław Rybak           | szer.          | 2014–07–28 |                        |
| 80.                                                                                       | Rafał Zieliński          | ppor.          | 2014–07–28 |                        |
| 81.                                                                                       | Rafał Celebudzki         | st. chor.      | 2014–09–17 | pośmiertnie            |
| 82.                                                                                       | Piotr Mazurek            | por.           | 2025–01–30 | pośmiertnie            |
| 83.                                                                                       | Grzegorz Nosek           | kpr.           | 2025–01–30 | pośmiertnie            |
| 84.                                                                                       | Daniel Różyński          | por.           | 2025–01–30 | pośmiertnie            |
| oraz dziewięciu żołnierzy Jednostki Wojskowej GROM                                        |                          |                |            |                        |
| oraz ośmioro żołnierzy 1 PSK, w tym dwóch żołnierzy odznaczonych pośmiertnie. – luty 2011 |                          |                |            |                        |
| w tym żołnierz Jednostki Wojskowej Formoza                                                |                          |                |            |                        |